# Sadovi (Belorétxensk)
Sadovi - Садовый (rus) és un possiólok del krai de Krasnodar, a Rússia. Es troba a la riba dreta del riu Bélaia, un afluent del Kuban, a 5 km al nord-oest de Belorétxensk i a 68 km al sud-est de Krasnodar. Pertany al municipi de Rodnikí.